# 羅森科格爾山 (拉萬塔爾阿爾卑斯山脈)
46°53′43″N 15°8′55″E / 46.89528°N 15.14861°E

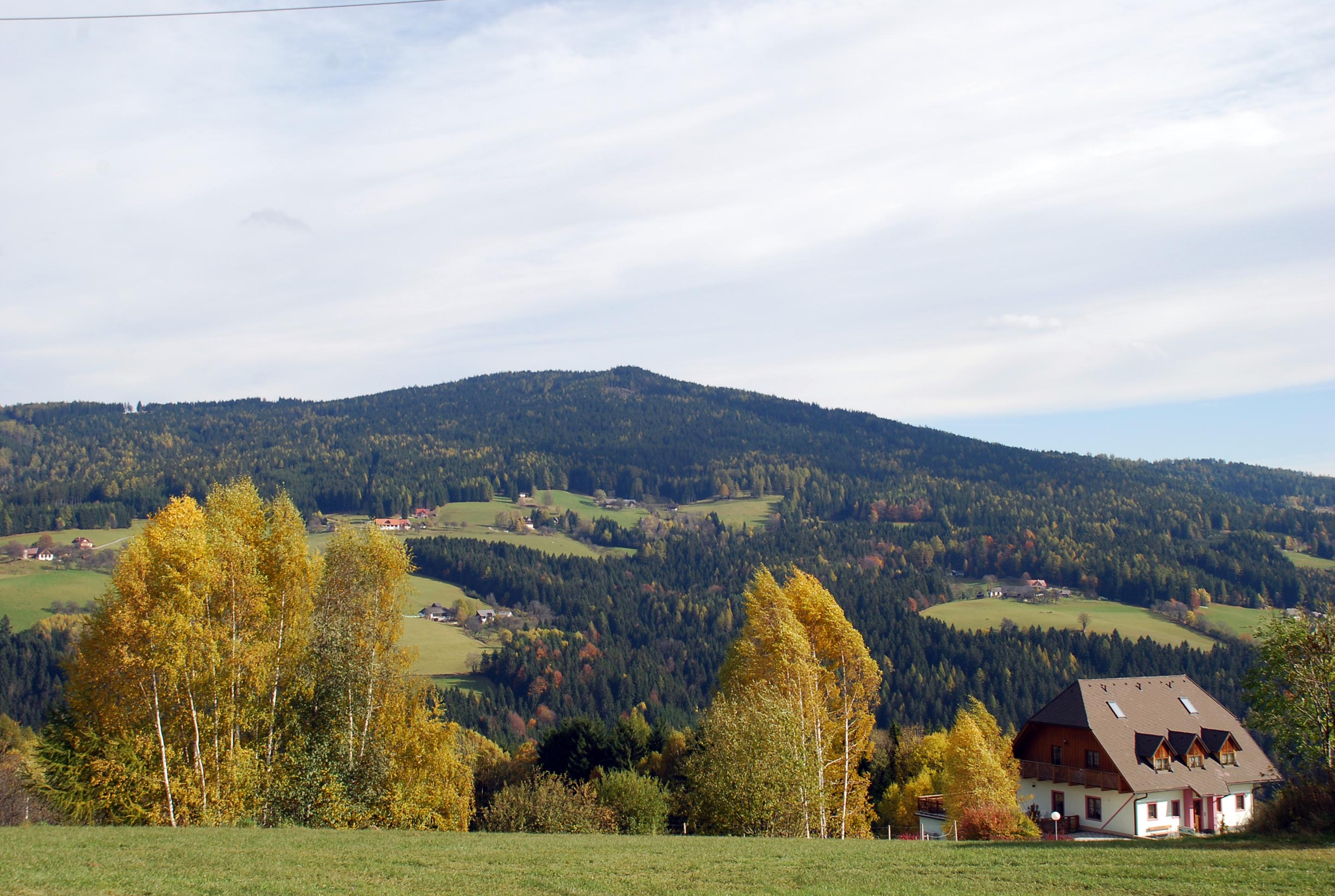

羅森科格爾山（德語：Rosenkogel），是奧地利的山峰，位於該國東南部，由施泰爾馬克州負責管轄，屬於拉萬塔爾阿爾卑斯山脈的一部分，距離賴尼施科格爾山3.2公里，海拔高度1,362米。